# NGC 2284
NGC 2284 est un groupe de quatre étoiles situé dans la constellation des Gémeaux. 
L'astronome prussien Heinrich d'Arrest a enregistré la position de ce groupe de quatre  d'étoiles le 20 avril 1865.